# 八島太郎
八島 太郎（やしま たろう、1908年9月21日 - 1994年6月30日）は、日本とアメリカ合衆国で活動した画家、絵本作家である。日本在住時代は風刺漫画家としても活動した。本名は岩松 惇（いわまつ あつし）。筆名として「岩松淳（いわまつ じゅん）」も用いた。
妻は画家・社会運動家の八島光（晩年は事実上離婚）。光との間の子女として、俳優のマコ岩松（信）、女優八島桃(本名：岩松桃子)がおり、別の女性（仁科正子）との間の子息に作家の伊佐千尋がいる。

## 生涯

### 生い立ち
鹿児島県肝属郡小根占村（現・南大隅町）に、医師の岩松親愛（ちかよし）を父として生まれる。岩松家は郷士の教育に当たる師範家を務めた家系で、太郎は4人兄弟（兄2人と姉1人）の末子だった。幼少期から奔放な性格だったが、小学校（現・南大隅町立神山小学校）の卒業順位は「優等の一位」で、生徒の成績表や出欠統計の作成を手がけたという。小学6年生の時には担任の上田三芳と代用教員の磯長武雄から影響を受け（二人は短歌などの文学に関心を持ち、磯長は児童に詩を作らせたりした）、後年太郎は絵本『からすたろう』に二人をモデルにした人物を登場させ、絵本の日本語版には二人への献辞を入れた。
小学校卒業後に鹿児島県立鹿児島第一中学校（現・鹿児島県立鶴丸高等学校）を受験したが不合格となり、鹿児島市尋常高等小学校（現・鹿児島市立名山小学校）に1年在学した後、鹿児島県立鹿児島第二中学校（現・鹿児島県立甲南高等学校）に進学した。二中の自由闊達な校風によく馴染みながら、軍事教練だけは嫌った。2年生の1学期のみ家庭事情により東京の明治学院に在籍、そこで覚えたサッカーに鹿児島に戻ってからも熱中し、勉強はおろそかになった。さらに文学を耽読するとともに、絵を描き始める。中学4年生の夏休みの終わりに画家志望を父に告げて許しを得るが、その1月半後に父は急逝する。すでに中学1年生時に母も失っていた太郎は、東京美術学校への進学を志望した。「金羊会」を主宰していた谷口午二の画塾に通い、途中胸の疾患で1年間の休学を余儀なくされても絵の勉強は続け、漫画を地元新聞や新潮社の『文章倶楽部』に連載・寄稿するほどになっていた。中学卒業は試験は親友の助けと「嘆願」で乗り切り、さらに出席日数不足を校長の温情で許されるという状況だったが、難関とされた東京美術学校西洋画科の入試（実技のみ）は現役で合格し、1927年4月に上京した。

### 上京から渡米まで
東京美術学校での太郎は、アカデミックで官僚的な校風に馴染まず、さらにここでも軍事教練に反抗して教練の授業に出なかった。1年生の冬に帰郷中、教練と遠近法の不合格で落第を通知された。東京に戻った太郎は、矢部友衛や岡本唐貴の絵を古雑誌で見て感銘し、1928年の春に彼らが所属していた「造形美術家協会」に参加する。また、同時期に「日本漫画家聯盟」（漫聯）にも参加した。この時期から「岩松淳」の筆名を用いるようになる。
造形美術家協会は同年11月に全日本無産者芸術連盟（ナップ）美術部と第1回プロレタリア美術展を共催、漫聯も日本プロレタリア芸術連盟美術部と緊密な関係となり、太郎もそうした傾向の影響を受けた。一方、1929年3月、東京美術学校からは再び体操（教練）と遠近法の不合格を理由として「退校」を命じられる。当時美術学校には太郎より社会主義運動に傾斜した学生もいたが、彼らが合否判定のある学年（1年と5年）のときは教練に申し訳程度の出席をして卒業したのに対して、太郎はそうした「つじつま合わせ」をしなかった。のみならず、学校に呼ばれて退学通告を受けた際に、相手の教務掛に自分が社会運動に加わった理由を説明し、話を聞かない相手を殴打した。この結果、太郎の処分は「除名」となり復学の道は断たれた。
学校を除名となった太郎は、漫画で生計を立てながら造形美術家協会に引き続き参加、協会が4月にナップ美術部と統合して日本プロレタリア美術家同盟（ヤップ）を結成すると、その研究所（北豊島郡長崎町にあった）で油絵と漫画の講師となる。当時研究所で太郎に学んだ一人に、絵本作家の赤羽末吉がいる。
太郎は1928年の夏頃に山梨県甲府市出身の仁科正子と出会って交際を始めたが（甲府に太郎が来た折に出会い、後を追って東京に来たという）、1929年の四・一六事件の後に別れた。正子は1929年6月に男子を出産、沖縄県出身の医師と結婚して男子を育てる。この男子が伊佐千尋である。その後、「新井光子」を名乗って研究所に出入りしていた八島光（本名・笹子智江）と出会い、二人は1930年4月に兵庫県御影町（現・神戸市）の光の実家で簡素な結婚式を挙げた。太郎は研究所のほかに農民運動やストライキの支援に出向く一方、1932年まで実施されたプロレタリア美術展に光とともに出品したり、『東京パック』に漫画を掲載したりした。さらに実作だけではなくプロレタリア美術や漫画の評論にも手を染め、プロレタリア芸術雑誌に論考を発表、1931年には研究所が創刊した月刊のタブロイド紙「美術新聞」編集長にも就任した。夫妻は日本プロレタリア作家同盟や日本プロレタリア演劇同盟等の参加者と知り合い、特に中條百合子とは親しくなった。
この頃、警察はプロレタリア芸術運動への弾圧を強め、太郎と光は何度も転居を重ねた。1933年2月に小林多喜二が警察の拷問によって死去した際には、太郎はその通夜に参列して小林のデスマスクを鉛筆でスケッチした（「美術新聞」には自身の記事付きで、また雑誌『プロレタリア文学』にはスケッチが掲載された）。「美術新聞」はこの年5月5日付の号をもって廃刊となる。6月に、太郎と光は大崎警察署の特別高等警察に検束された。光は信（マコ岩松）を懐妊した状態での検束だった。二人の検挙は日本プロレタリア文化連盟（コップ）弾圧の最終局面だった。転向手記を書けば釈放するという警察の勧めに、太郎はプロレタリア運動のすばらしさを綴った内容を記して暴力を加えられた。太郎は留置所内で「監房ニュース」を自作して思想犯に配ったりもしたが、絵をもう一度勉強した方がよいと考えて手記を書き直し、1934年2月に釈放された。光は前年10月に釈放され、12月に御影の実家で信を出産していた。太郎も光の実家に身を寄せた。
健康を害していた太郎は御影で光とともに療養に努め、回復すると光の実家近くの借家に家族で住んだ。光の父・笹子謹（ひとし）は太郎と光に支援を惜しまず、二人は約半年間、因島や笠戸島で絵を描く写生旅行をする。そのあと一人で帰郷し、戻ると再び光と和歌山県や東北、北海道に旅行した。造船所の経営者だった謹は、自社で作る船に太郎の絵を描かせたり、自宅のアトリエに開いた画塾の講師に太郎と光を雇ったりし、神戸の画廊で太郎の個展を開いた際も協力した。1935年9月には東京・新宿で個展を開く。また、漫画家として『東京パック』に再び風刺漫画を掲載した。
この頃、光との夫婦仲は生活や芸術の価値観の違いから円満ではなく、喧嘩になれば太郎は時に殴打もした。だが、日中戦争勃発以後、太郎が徴兵されることを二人は危惧した。そんな折に光の父から、信の面倒を見る前提で二人を渡米させる話を持ちかけられる。沢田廉三（光の姉の嫁ぎ先と縁戚関係にあった）の伝手でパスポートを入手し、渡航費を工面するために夫妻の名で「渡米画会」を開き太郎は帰郷もして絵を売った。1939年3月、太郎と光は、横浜港から川崎汽船の貨物船君川丸に便乗して日本を後にする。

### アメリカ時代

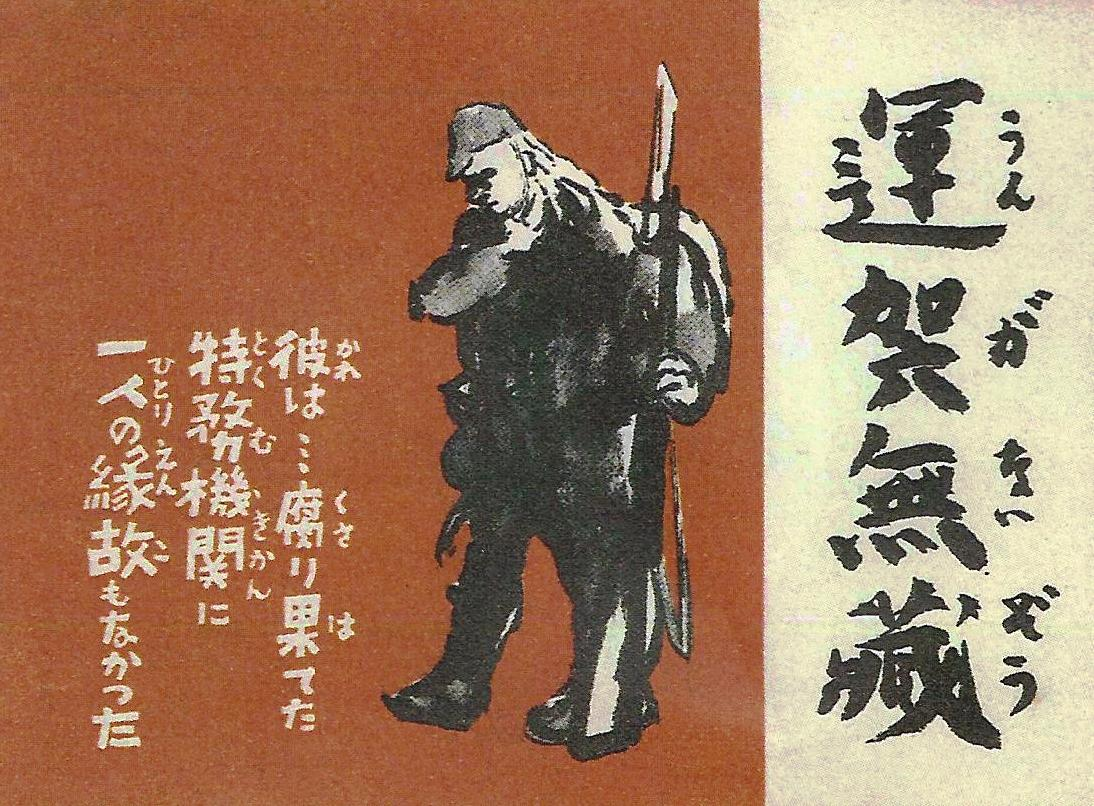
戦時情報局で太郎がイラストを担当した『運賀無蔵』。

サンフランシスコに立ち寄ってから、1939年4月にニューヨークに到着する。最初の住居はハーレム近くの貧民街で、二人は毎日のように美術館に通ったり写生をした。その後現地の上流日本人に絵を売ってアート・スチューデンツ・リーグ・オブ・ニューヨークに通う。一時滞在用の6か月の査証を更新しながらの勉学だったが、領事館からは冷淡な扱いを受け、本格的な勉強をするためアメリカ合衆国政府に嘆願書を書き、3年間の滞在が可能な学生資格を得る。個展で得た収入で5番街に転居し、その金が尽きると夫婦で内職をする貧しい暮らしに戻ったが、その頃から太郎の絵が評価され始め、生活は安定に向かった。その傍ら、雑誌『改造』に「北米通信」を寄稿していた。
一方、移民出身者を中心としてアメリカ共産党に関係する芸術家も多かった「ダウンタウン・アカ」と呼ばれた在米日本人からは、半ば敵意を持った視線が向けられた。日本で社会運動に挫折して美術の勉強を優先した太郎たちがそうしたグループに距離を置き、上流階級に絵を売ったことも反発を助長した。その結果、太郎と光が親交を結んだ在米日本人は、朝日新聞特派員の森恭三や禅僧の佐々木指月ら「ひとにぎりのリベラリスト」に限られた。
太平洋戦争開戦後もアメリカ東部では日系人の全面的な収容はなく、1942年に交換船の話が来たときに太郎は光だけの帰国を考えたものの、光の意思により夫妻揃って残留することになる。アート・スチューデント・リーグでの勉強は続いたが、絵の買い手はいなくなった。そんな中で日本政府の風刺画を手がけ、それを持って戦時情報局 (OWI)に売り込んで、1942年6月に採用される。太郎は厭戦パンフレット『運賀無蔵』（うんがないぞう。本ページ掲載の画像参照）のイラストを担当し（ストーリーはアメリカ人記者）、前線で多く頒布された。しかし、日本に無知なスタッフの多かった当時のOWIの方針に反発して7か月で自ら退職した。
退職後に太郎は、日本を好戦国民と軽蔑するプロパガンダが横行するアメリカで、「本当は日本人も戦争は嫌いだ」と訴えるために、自らが社会運動で受けた受難を絵物語にすることを構想し、その執筆に専念した。「八島太郎」の筆名を初めて使ったこの作品は、1943年11月に『あたらしい太陽 (The new sun)』のタイトルで刊行される。このタイトルには「新生日本」の含意があった。この間、生計は光がデッサンを売り歩いてしのいだ。『あたらしい太陽』は多くの新聞雑誌から人道主義的な内容を高く評価された。この成功は一方で「ダウンタウン・アカ」のグループには嫉妬を伴った反感を増幅させ、日本国内では『運賀無蔵』とともに太郎がスパイであるという噂を生んだ。
1944年初夏、太郎はワシントンD.C.郊外の戦略情報局 (OSS、CIAの前身)に雇われる。その目的は日本軍の抵抗を抑えるための工作だった。アメリカ側の対日認識の浅さはOWIと同じだったが、まもなく加わった元アメリカ共産党員のジョー・コイデ（鵜飼信道）の粘り強い説得により、同年末に部隊がロサンゼルス近くのサンタカタリナ島に移った際にコイデに方針決定が委ねられ、コイデから目をかけられた太郎は日本兵向けの宣伝ビラを作成した。それらは風刺ではなく戦後の平和な時代のために生きよと訴える内容で、サイパンの戦いで日本人の女性や子どもが投身自殺する写真を見たこともそのきっかけだった。
1945年6月、太郎たちの部隊はビルマ・中国国境の日本軍に向けた活動のためにアメリカを離れ、7月にカルカッタに到着して宣伝用新聞の制作に当たっていたさなかに日本の降伏が伝わる。周囲が歓喜に包まれる中、太郎は一人便所で「なぜもっと早く有効な手が打てなかったか」と涙したという。ワシントンD.C.に呼び戻された太郎は、米国戦略爆撃調査団に加わることをコイデから伝えられ、サンフランシスコに移動した。9月末に、ハミルトン軍用飛行場から飛行機で6年ぶりに日本に帰国した太郎は、少佐相当の軍属扱いで、アメリカ陸軍の将校制服をまとったうえで、祖国の地を踏んだ。九州での任務の前に信と再開する（御影の光の実家は神戸大空襲で焼け落ち、一家は藍那に疎開していた）。九州での任務（日本人の意識調査）の後、太郎は旧知の知人たちとも面会して、1946年に帰米した。
帰米後も光とは生活観・芸術観の違いや太郎の女性関係から不和が続いていたが、4番目の子となる桃（モモ・ヤシマ）の妊娠により光は離婚を思いとどまり、1948年に桃が誕生する。その後信もアメリカに移り、9年ぶりに一家が揃った。この頃に太郎と光にアメリカの永住権が与えられた。一家は再びニューヨークで生活した。この間太郎は『あたらしい太陽』の続編『水平線は招く』を執筆し、1947年に刊行する。
太郎は自らの幼少時代の思い出を絵本にすることを着想する。1952年に出版社に下絵を持ち込み、制作を開始する。その後、太郎はカリフォルニア州の財団から1年間生活費持ちでロサンゼルス郊外のパシフィック・パリセードで絵を制作する機会を与えられ、そこで描いた絵がロサンゼルス・カウンティ美術館の展覧会で銀賞を獲得して600ドルの賞金を得た。太郎は気に入ったロサンゼルスに移住し、賞金で家族を呼び寄せた。『村の樹 (The village tree)』のタイトルで最初の絵本が刊行されたのは1953年だった。
2冊目の『道草いっぱい (Plenty to watch)』はニューヨーク市立図書館の1954年度「オーサー・オブ・ザ・イヤー」に選ばれた。1955年には『からすたろう (Crow Boy)』、1958年には娘の桃を題材とした『あまがさ (Umbrella)』を刊行、いずれもコールデコット賞で次席となり、特に前者の評価は過去の2作の売上も後押しして、太郎は絵本作家としての評価を確立した。この間、1952年には日系美術家協会の設立にかかわり、1955年にはロサンゼルスに「八島美術研究所」を開設した。
絵本作家として成功した太郎は、1962年10月に研究所の弟子たちとともに16年ぶりに訪日し、久しぶりに郷里の鹿児島県にも訪れた（訪問後に弟子たちを先に帰国させて翌年5月まで滞在）。帰郷の模様はアメリカ人カメラマンにより、『金色の村 (Taro Yashima's Golde Village)』のタイトルでドキュメンタリー映画化された（発表は1976年）。帰国後、鹿児島の吹上浜で見た天の川から絵本『海浜物語 (Sea shore story)』を制作して1967年に刊行、3度目のコールデコット賞次席となった。
一方、光は1963年頃から本格的な描画を再開し、太郎のいる研究所から離れた場所で絵を描くようになる。価値観の違いなどから、1968年春、桃が20歳になって親元を離れたのを機に「これから絵かきになります」と述べてサンフランシスコに移り、事実上離婚した。
1970年には小田急百貨店で絵本の原画を展示した「八島太郎展」が開かれ、自身も訪日した。
光と別れた後も太郎は精力的に制作を続け、1972年、第23回フランスデヴィユ国際美術展の水彩・グアッシュ素描部門（作品6点を出品）でグランプリを受賞した。しかし、1977年7月、脳溢血の発作を起こして倒れ、以後は半身不随となる。正式な離婚の手続きを進めていた光は、これによりそれを打ち切った（その結果、1981年の時点でも光の戸籍上の名は「岩松智江」だった）。居所をガーデナに移し、リハビリテーションに務めた（研究所は1981年に漏電により焼失）。
1979年、日本で刊行された『からすたろう』が「絵本にっぽん賞特別賞」を受賞し、『あたらしい太陽』や『水平線は招く』も日本で刊行された。これを祝賀するパーティーが同年11月にロサンゼルスのホテルニューオータニで開かれ、伊佐千尋も出席した（マコ岩松が事前に「おやじももう年だから」と依頼して実現）。
1988年12月に光が死去し、葬儀には太郎も参列した。
1994年6月30日、ガーデナの病院で、弟子の画家1人（生活の世話をしていた）に看取られ、85歳で死去した。脳溢血の前から絵本『一寸法師』（作者が小学校の卒業写真で一番小さかった同窓生を訪ねると村一番の桶屋に成長していた話を、おとぎ話の「一寸法師」を挟みながら描く内容）を手がけたが、完成を見ることなく、そのために描いた絵が絶筆となった。アメリカ国籍取得は全く考えず、晩年には望郷の念を強く抱きながら、脳溢血で倒れた後は帰郷が叶わぬまま世を去った。
没後の2009年に「八島太郎生誕百年展」が鹿児島市の長島美術館で開催された。また、母校の神山小学校には絵本『あまがさ』の絵の複製や太郎を紹介する展示、記念碑がある。

## 人物
東京美術学校退学時や転向手記執筆の際のエピソードに見られるように、自分の信念に正直だった。また宇佐美承は、太郎には薩摩弁で「タッチンコンメ」（太刀の来ぬ間に）「イッキンコンメ」（一騎が来ぬ間に）と呼ばれる示現流の精神にも似た「過剰防衛の癖」があり、敵と認識した相手にはすぐ反撃したと記している。野本一平は「気性が激しく、いつもリーダー格であった太郎は、自分の前面に立ち塞がる者を排除する傾向があり、納得しないものに抵抗してきた」と記し、「理論としてではなく、生理として」反骨の気性を培ったと評している。
そうした傾向は時に親しい者にも向けられ、幼少期に御影のアトリエで太郎と光に絵を習い1970年から再び交流を持った宇佐美承は、二人の評伝『さよなら日本』を執筆するにあたり、単なる太郎の「顕彰碑的伝記」としない方針をとったが、本を読んだ太郎はその内容を罵る手紙を宇佐美に送ったという。野本一平は「太郎は彼の周辺に集まる人たちに、時には個性もあらわな対応をした。そしてはげしく愛憎の姿をはばからず見せることがあった。そのため、よろこんだ人も、それ以上に傷ついた人も少なくない。」と記している。
光と結婚した理由について、太郎は「妻となるべき女性は、ぼくと同じ目的をもち、協力しあい、対等に論じあい、それによってさらに高みへ上っていく教養たかい女でなければならなかったんだよ」と述べている。しかし、武家の家系で育った太郎は男尊女卑に近い考えが抜けず、御影時代にも在米時代にも複数の愛人女性がいた。
画家としては生涯写実主義を信奉し、若い頃にも流行していた未来派やキュビズムや構成主義、ダダイズムといった前衛絵画はまったく相手にしなかった。
太郎は晩年に至るまで子ども好きで、小さく弱い者を畏敬し慈しむ性格が、絵本の創作に反映したと野本一平は評する。またアメリカに住みながら日本での幼少期を題材にした作品が多かったことについて、太郎自身は1970年の小田急百貨店の展覧会に寄せた文章に、言葉・金銭・友人のない東洋人が外国で支えとするものを「彼を形成した故国の真実は、それまで虚々にまみれがちであったにもかかわらず、そこで輝きはじめ、彼のあたらしい生命の旗印となってゆくのであります」と記し、「私の児童絵本も、そのように動機づけられているということができます」としている。阿川弘之は『からすたろう』の日本語版に寄せた文章で「八島さんにとって『日本』とは東京でも富士山でも奈良でも京都でもなく、彼が生まれ育った鹿児島県の僻村だという。長く離れているだけに、そこへの思慕は激しく純粋で、人の心にせまるのである。」と記し、松本猛（いわさきちひろの子息）は「八島太郎の絵本には、溢れるような子どもへの愛情と日本への熱く、深い思いがしっかりと息づいている」と述べている。
ロサンゼルス移住後に現地の日系文芸人を通じて自由律俳句に興味を示し、1972年に野本一平とともに俳句結社「やからんだ乃会」を発起人となって設立した。太郎は最晩年までこの句会に参加して俳句を詠んだ。光の葬儀の際にも2首の俳句を残している。

## 主な著作

### 日本語
一般向け
- 『あたらしい太陽』中央社、1949年（新版・晶文社、1978年 ISBN 978-4794955722）
- 『水平線はまねく』晶文社、1979年 ISBN 978-4794955906

児童書
※配列はアメリ合衆国での刊行順である。括弧内は英語でのタイトル。
- 『村の樹 (The Village Tree)』創風社、1998年 ISBN 978-4915659997
- 『道草いっぱい (Plenty to Watch)』（光との共著[注釈 23]、マコ岩松訳）創風社、1998年 ISBN 978-4883520015
- 『からすたろう (Crow Boy)』偕成社、1979年 ISBN 978-4039600400
- 『あまがさ (Umbrella)』福音館書店、1963年（新版：1981年） ISBN 978-4834002973
- 『モモのこねこ (Momo's Kitten)』（光との共著[注釈 23]）偕成社、2009年 ISBN 978-4032027303
- 『海浜物語 (Seashore Story)』白泉社、1983年 ISBN 978-4592760214
  - 絶版になっていたが、没後30年を前にした2023年に八島太郎資料事務局が限定300部で復刻した（非売品、遺作遺品展でのみ実費頒布）[101]。

挿し絵
- マーク・トウェイン、八島太郎画『トム・ソーヤーの冒険』大塚勇三訳、福音館書店、1975年（新版：2004年） ISBN 978-4834020076

### 日本未訳
児童書
- "The Youngest One" 1962年[注釈 24]